# 尾張藩
尾張藩（日语：／ Owari han */?）是日本江戶時代的一個藩，是江戶幕府御三家之一。位於美濃國以及尾張、三河及信濃部份領域，藩主是尾張德川家。居城是名古屋城，明治時代初期稱作名古屋藩。石高為61萬9500石，為御三家最高、日本第四高。61萬石包括了美濃國13萬石、尾張國47萬石、三河國5千石、近江國5千石及攝津國200石，此外信濃國未曾有無石高的領地。

## 歷史

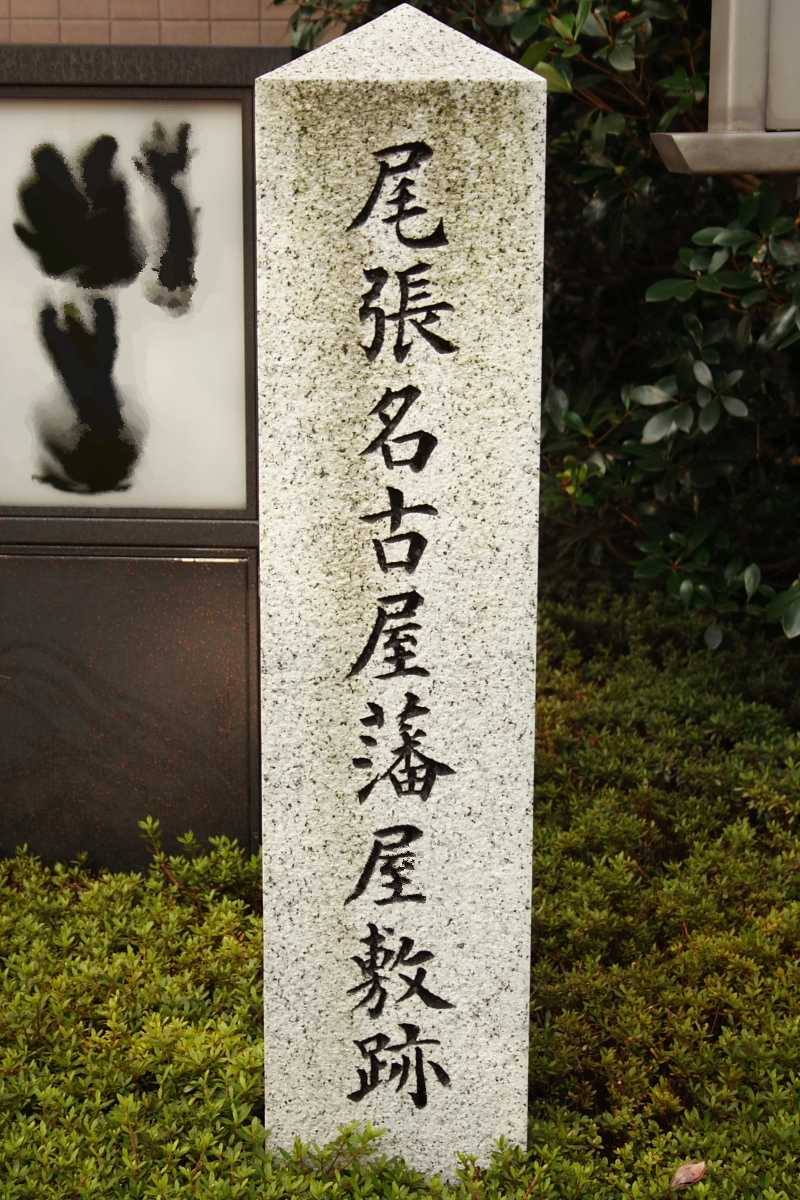
尾張名古屋藩屋敷

尾張藩的前身是清洲藩。1607年因松平忠吉病逝後無子繼承而被廢藩。而德川家康九男德川義直以47萬2344石入主清洲，並開始建造名古屋城而立藩。1619年加封至56萬3206石。1671年加封至61萬9500石。因義直年幼，初期安排了家康時期老臣協助藩政，協助藩內米產增加，開發新田，設立年貢制度，確立了藩政的基礎。
第二代藩主光友實行寺院政策，重建寺院，導致藩政變得緊張。在光友之後的藩主實行節儉令，使藩政收入出現盈餘，不過出現天災，藩政惡化。
第六代藩主繼友，有望在第七任家繼早逝後成為第八任幕府將軍，不過繼承將軍的人選是紀州藩主吉宗。
第七代藩主宗春對幕府實行節儉政策進行批評，與吉宗的政策對立。在名古屋城大舉建設，積極發展商業，鼓勵發展娛樂事業，初時帶來了經濟的收益。隨著藩收入出現赤字，1739年（元文四年），德川吉宗決定將宗春拘禁在名古屋城三丸，並解任藩主一職。第八代藩主宗勝收縮對藩的支出，獎勵學術並設立學問所，此外成功治水，被稱為尾張藩中興之祖。
第九代的德川宗睦繼續了宗勝的政策，藩政收入一度好轉，但又因天災而財政惡化。1783年創立藩校明倫堂。宗睦在1799年過身後，因兒子已去世，導致義直的直系血統滅亡。

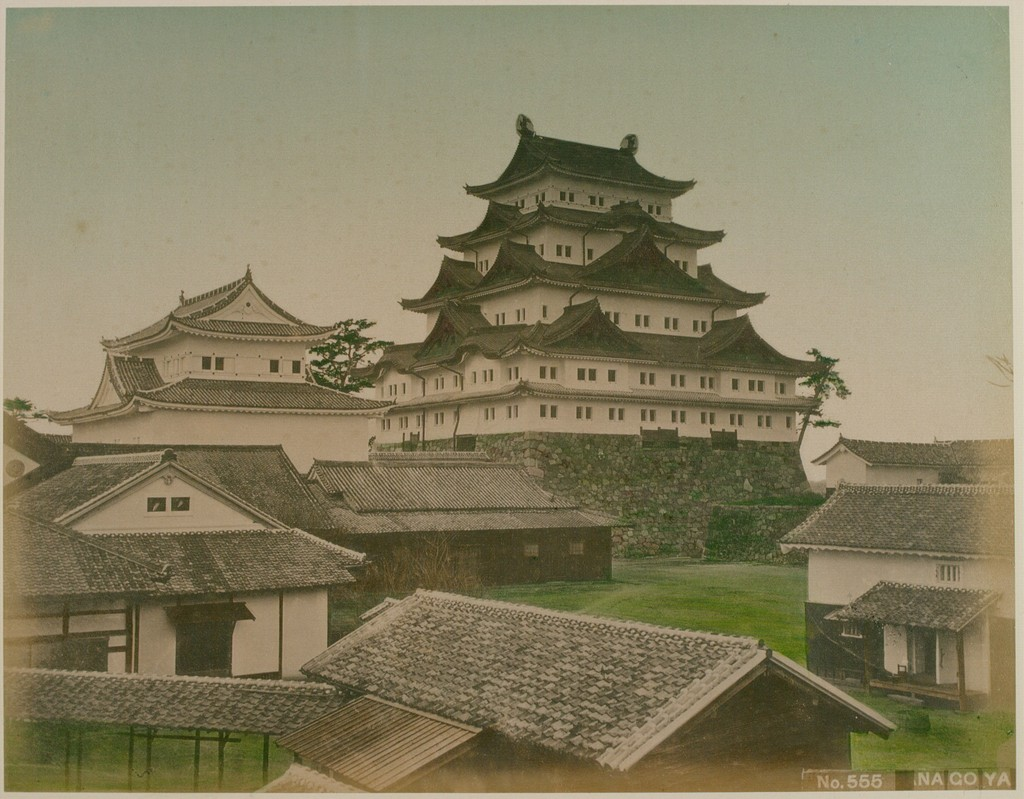
尾張藩藩廳名古屋城

1800年1月第十任藩主由一橋德川家齊朝繼承。第11代藩主齊溫、12代藩主齊莊及13代藩主齊臧均是將軍家齊的兒子。第十四代藩主因藩內反對養子繼承藩的聲音，決定由高須藩藩主德川慶恕（後改名為慶勝）繼任尾張藩。新的藩主改革人事，成功執行藩政改革，但是遇著安政大獄，一橋派的勢力遭到打壓，慶勝被迫隱居，不過慶勝仍然掌握實權。直到十六代藩主義宜時慶勝隱居，藩主取回實權。
1868年，鳥羽伏見之戰幕府軍戰敗後，尾張藩決定倒幕，在御三家當中唯一與幕府對立的親藩。1869年第十四任藩主慶勝復出成為尾張藩第十七任藩主。
1870年與支藩高須藩合併。1871年因廢藩置縣成為名古屋縣，經合併後成為愛知縣的一部份。

## 歷代藩主
1. 德川義直（1607年-1650年）
2. 德川光友（1650年-1693年）
3. 德川綱誠（1693年-1699年）
4. 德川吉通（1699年-1713年）
5. 德川五郎太（1713年）
6. 德川繼友（1713年-1730年）
7. 德川宗春（1730年-1739年）
8. 德川宗勝（1731年-1761年）
9. 德川宗睦（1761年-1799年）
10. 德川齊朝（1799年-1827年）
11. 德川齊溫（1827年-1839年）
12. 德川齊莊（1839年-1845年）
13. 德川慶臧（1845年-1849年）
14. 德川慶恕（1849年-1858年）
15. 德川茂德（1858年-1863年）
16. 德川義宜（1863年-1869年）
17. 德川慶勝（1869年-1871年）

## 家臣

### 附家臣
- 成瀨家（犬山城3万5千石、犬山藩）（愛知縣犬山市）
- 竹腰家（今尾城3万石、今尾藩）（岐阜縣海津郡）

### 重臣
- 渡邊半藏家（1萬4千石）
- 渡辺新左衛門家（藩内500石、名古屋城代）
- 石河氏（美濃駒塚領1万石家老）維新後男爵
- 山村氏
- 千村氏
- 志水氏（尾張大高領1万石・家老・藩主外戚）
- 大道寺氏（藩内4000石・城代家老）
- 織田氏（藩内4000石、國老）
- 橫井氏（赤目領）
- 山澄氏(藩内5000石・城代家老）
- 瀧川氏

## 支藩
尾張藩的支藩有陸奧國梁川藩及美濃國高須藩。

### 梁川藩
梁川藩位於岩代國伊達郡，1683年立藩，石高三萬石。自第四代通春（後改名為宗春）繼承尾張藩而廢藩。

### 高須藩
高須藩位於美濃國石津郡，1700年立藩，藩主義行是光友次男，石高3萬石。1870年與尾張藩合併而廢藩。

### 川田久保松平家
1693年，松平光友13男松平有著獲封5000石。1694年增至1萬石。1711年獨立，1732年松平友淳繼承高須松平家而斷絕。